# Abbone di Provenza
Abbone (verso il 685 – verso il 739) è stato un nobile franco, fu duca di Provenza, nel secondo e terzo decennio dell'VIII secolo.

## Biografia
Era figlio di Felice e di Rustica. Apparteneva alla stirpe di Wandelino.
Come governatore franco della Moriana e di Susa fondò il 30 gennaio 726 l'abbazia della Novalesa dedicata ai santi Pietro e Andrea in val Cenischia, a poca distanza dal Colle del Moncenisio.
Abbone aveva ottenuto il consenso di questa fondazione dal vescovo di Susa e aveva eretto il monastero su terre di sua proprietà. Il monastero era indipendente dal vescovo di Susa e Abbone vi nominò primo abate san Godone.
Tale fondazione aveva un valore prettamente strategico in quanto i Franchi puntavano su questi monasteri per avere il controllo dei passi delle Alpi, tra i quali il passo del Moncenisio, per contrastare i Longobardi. 
Qualche decina di chilometri a valle di Novalesa, infatti, al limitare della parte montana della Valle di Susa e della probabile zona di influenza del cenobio novalicense dell'VIII secolo, sorgevano i confini e le Chiuse longobarde, forse un sistema di fortificazioni più che un muro, che ancora oggi dà il nome a Chiusa di San Michele.
Di Abbone non si hanno più notizie e non si conosce la data della morte. La sepoltura avvenne probabilmente presso l'Abbazia di Novalesa, cui Abbone testò morendo. Lì è stata trovata presso il fianco meridionale della chiesa una tomba coeva alla fondazione ecclesiale, che potrebbe essere attribuita al fondatore.

## Discendenza
Di Abbone non si hanno notizie né su una eventuale moglie, né su discendenti.